# Ignacew Rozlazły
Ignacew Rozlazły [pronunciación en polaco: /iɡˈnat͡sɛf rɔˈzlazwɨ/] es un pueblo ubicado en el distrito administrativo de Gmina Parzęczew, dentro del Distrito de Zgierz, Voivodato de Łódź, en Polonia central. Se encuentra aproximadamente a 2 kilómetros al sureste de Parzęczew, a 17 kilómetros al noroeste de Zgierz, y a 24 kilómetros al noroeste de la capital regional Łódź.